# 大阪市電今里車庫
大阪市電今里車庫（いまざとしゃこ）は、かつて大阪府大阪市東成区大今里西3丁目にあった大阪市電の車庫。

## 概要
1927年（昭和2年）8月に、当時の大阪市東成区大今里町（現在の大阪市東成区大今里西3丁目）に開設された。
1945年（昭和20年）6月27日にアメリカ軍爆撃機B29による空襲を受けたものの大きな被害も無く、数ある大阪市電の車庫の中で、戦時中唯一、焼失を免れた。また戦時中は、他の大阪市電の車庫では見られなかった501型、および901型電車が配属されていた。
後年、大阪市営地下鉄5号線（大阪市営地下鉄千日前線）の今里検車場の建設のため、規模が一部縮小された。
そして、1969年（昭和44年）4月1日には大阪市電で最後まで残っていた鶴橋線（下味原町 - 今里車庫前間）の廃止により、今里車庫も廃止された。跡地には、大阪市営地下鉄森之宮検車場今里車庫、および大阪市営バス東成営業所が開設された。